# Leon Livaić
Leon Livaić est un joueur d'échecs croate né le 16 octobre 2000, grand maître international depuis 2022.
Au 1er novembre 2022, il est le troisième joueur croate avec un classement Elo de 2 582 points.

## Biographie et carrière
En 2016, Leon Livaić fut troisième ex æquo (sixième au départage) du championnat du monde des moins de 16 ans.
En mars 2021, Leon Livaić finit quatrième du championnat du monde universitaire de parties rapides en ligne,. En juin 2021, il finit cinquième du championnat de la Méditerranée d'échecs. En décembre 2021, il finit troisième du championnat de Croatie.
En mars 2022, il finit 47e (sur 315 participants) du championnat d'Europe d'échecs individuel avec 7 points sur 11.
En septembre 2022, il finit deuxième de l'open de Trieste avec 6,5 points sur 11 (victoire de Luca Moroni).
Il obtint le titre de grand maître international en 2022.